# بمباران ۲۰۲۲ چرنیهیو
بمباران چرنیهیو زنجیره ای از آفندهای هوایی بود که در طی محاصره چرنیهف، که بخشی از آفند روسیه به اوکراین در سال ۲۰۲۲ بود، اتفاق افتاد و طی آن ۴۷ نفر کشته شدند. عفو بین‌الملل و دیده‌بان حقوق بشر این حملات را جنایت جنگی توصیف کردند.

## آفند
در ۳ مارس ۲۰۲۲، درست پس از ساعت 12:00 (UTC+۲)، شش بمب هوایی هدایت‌نشده در حال سقوط در منطقه‌ای مسکونی در چرنیهیو، در یک میدان عمومی مثلثی شکل فیلمبرداری شدند. تحلیل سازمان عفو بین‌الملل نشان داد که (حداقل) هشت بمب انداخته شده بودند. شاهدی که در خیابان ایوانا بوهونا، آلینا زندگی می‌کرد، قبل از انفجار بمب‌ها صدای وزوز بلندی را شنید.
فیلم حمله بر روی دوربین داشبورد (داش کم) ضبط شده‌است. این فیلم سقوط شش بمب و یک انفجار را نشان می‌دهد. ویاچسلاو چاوس، فرماندار منطقه به خبرنگاران گفت که دو مدرسه مورد حمله قرار گرفتند.
ویکتوریا اسپارتز، نماینده اوکراینی الاصل کنگره ایالات متحده (ایندیانا -جمهوری‌هواه) به خبرنگاران گفت که مادربزرگش در ساختمانی در آن نزدیکی زندگی می‌کرد که پنجره‌های آن همه ویران شدند.

## قربانیان
بمب‌ها عمدتاً باعث کشته شدن افرادی شدند که برای خرید نان در صف ایستاده بودند. خدمات اورژانس محلی گفت که ۳۸ مرد و ۹ زن در این بمب‌گذاری کشته و ۱۸ نفر آسیب دیدند.

## تحقیقات
از آنجایی که عفو بین‌الملل قادر به شناسایی یک هدف نظامی قانونی در آن نزدیکی نبود، اعلام کرد این حمله می‌تواند جنایت جنگی باشد.
دیده‌بان حقوق بشر خواستار تحقیقات دادگاه کیفری بین‌المللی در اوکراین و کمیسیون تحقیقات سازمان ملل شد تا در مورد وقوع جنایت جنگی تصمیم بگیرند و افراد مسئول را مورد بازخواست قرار دهند.